# غوركا كيخيرا
غوركا كيخيرا (بالإسبانية: Gorka Kijera) (26 مايو 1986 بإرناني في إسبانيا - ) هو لاعب كرة قدم إسباني في مركز الدفاع. لعب مع أتلتيك بيلباو ب وريال سوسيداد ب وريال يونيون ونادي إيبار ونادي كارتاخينا ونادي ميرانديس وSD Lemona ‏.

## وصلات خارجية
- غوركا كيخيرا على موقع قاعدة بيانات كرة القدم.إي يو (الإنجليزية)
- غوركا كيخيرا على موقع Soccerway.com (الإنجليزية)
- غوركا كيخيرا على موقع AS.com (الإسبانية)